# S⁻¹
min⁻¹ y s⁻¹ son unidades de medida de frecuencia, es decir, permiten medir la cantidad de ocurrencias de un suceso en una cierta unidad de tiempo, tales como minuto (min.) o segundo (s). Como todos los símbolos (que no son abreviaciones), no admiten puntuación, ni mayúscula ni plural; y gramaticalmente no existen sus abreviaciones.
Ej.: 60 min⁻¹ son 60 ciclos por minutos o 60/min (más científico).
Podemos encontrarnos muchas distintas formas de una de estas frecuencias como h⁻¹, min⁻¹, s⁻¹, d⁻¹ (días) e inclusive puede haber cualquiera de éstas en función de una unidad de tiempo t⁻¹. Las más usadas fuera del contexto científico son min⁻¹ y s⁻¹ , ya que son usadas para indicar específicamente un hecho implícito en el cual aparece esta medida.

## El Hertz o hercio, unidades dentro del ámbito científico
En el mundo científico, se sabe que existen reglas y un estándar de medidas. Por ello se ha establecido que la medida de uso más apropiado a la hora de hablar de unidades de frecuencia, sea el hercio o hertz para referirnos específicamente a s⁻¹. 
El hertz o hercio es la unidad de frecuencia del Sistema Internacional de Unidades. 
Representa la repetitividad de un hecho medidas en segundos, «este hecho se repite tantas veces en cada segundo».
Este proviene del apellido del físico alemán Heinrich Rudolf Hertz, que descubrió la propagación de las ondas electromagnéticas.
Su símbolo es Hz (escrito sin punto, como todo símbolo, y con "H" mayúscula como toda unidad cuyo nombre proviene de un apellido).
Un hercio representa un ciclo por cada segundo, s⁻¹, entendiendo ciclo como la repetición de un evento. Por ejemplo, el hercio se aplica en física a la medición de la cantidad de veces por un segundo que se repite una onda (ya sea sonora o electromagnética), magnitud denominada frecuencia y que es, en este sentido, la inversa del período. Un hercio es la frecuencia de una partícula en un período de un segundo.
{\displaystyle Hz=s^{-1}}

{\displaystyle \nu [{\rm {Hz}}]={\frac {1}{T[{\rm {s}}]}}}

### Múltiplos en el Sistema Internacional
| 1 kilohercio | kHz | 103 Hz  | 1 000 Hz     |
| 1 megahercio | MHz | 106 Hz  | 1 000 Hz     |
| 1 gigahercio | GHz | 109 Hz  | 1 000 Hz     |
| 1 terahercio | THz | 1012 Hz | 1 000 000 Hz |
| 1 petahercio | PHz | 1015 Hz | 1 000 000 Hz |
| 1 exahercio  | EHz | 1018 Hz | 1 000 000 Hz |

Estas indicaciones de frecuencia se han convertido en un tema común para aquellos que no son científicos, se suele hablar fácilmente sin ser experto de la ciencia de temas como los que a continuación se indican.

## Usos fuera del análisis científico

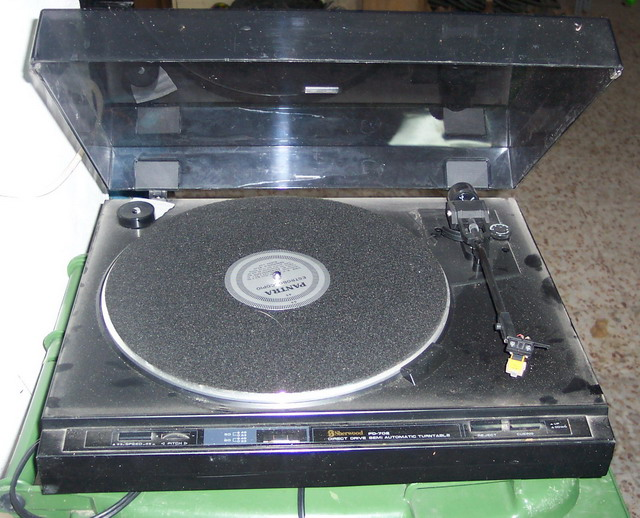
Tocadiscos que giran a 33 rpm o 33 min⁻¹

Desde un viejo tocadiscos hasta en motores de licuadoras, podemos encontrar indicaciones como 33 rpm o 33 min⁻¹ (en el caso de los tocadiscos) o 13500 min⁻¹ (en el caso de los aparatos de talleres), cosas que salen del estudio científico de un hecho formando parte ya de la vida cotidiana.
Entonces la forma más usada de estas unidades, fuera del tema físico, científico o mecánico* son para indicar la frecuencia con las que un motor (o cualquier objeto articulado a un eje) da vueltas, siendo esta la manera más común de encontrarnos con indicaciones como la de min⁻¹ o s⁻¹. También se usan las siglas rpm (revoluciones por minuto), que como su palabra lo indica, es una vuelta, revolución completa o un giro de 360° (2π) que da un objeto alrededor de un eje en un minuto. 
Entonces podemos encontrarnos con diversas formas de indicar que un objeto da x vueltas en n minutos o gira en torno a un eje. Tenemos 1) rpm, 2)min⁻¹ y otras. 
*(esto a su vez forma parte del tema científico pero que hace parte de un particular caso de estudio). 
min⁻¹ es una expresión más científica que rpm. Proviene de la fórmula física de frecuencia, mientras que la otra son siglas de un hablar. Al ver entonces indicaciones como la de 15.000 min⁻¹ sabemos que éstas implican que dicho suceso se repite 15.000 veces en un minuto, por lo que si nos referimos a las vueltas de un motor, estaremos diciendo que este mismo da 15.000 vueltas en un minuto.